# Rubidiumcarbonat
Rubidiumcarbonat ist eine chemische Verbindung aus der Gruppe der Rubidiumverbindungen und Carbonate.

## Gewinnung und Darstellung
Rubidiumcarbonat kann durch Reaktion von Ammoniumcarbonat mit Rubidiumhydroxid gewonnen werden.
{\displaystyle \mathrm {(NH_{4})_{2}CO_{3}+2\ RbOH\longrightarrow Rb_{2}CO_{3}+2\ NH_{3}\uparrow +\ 2\ H_{2}O} }
Eine andere Methode ist die Oxidation von Rubidiumoxalat.
{\displaystyle \mathrm {2\ Rb_{2}C_{2}O_{4}+O_{2}\longrightarrow 2\ Rb_{2}CO_{3}+2\ CO_{2}\uparrow } }
Bei der Verarbeitung des Minerals Lepidolith erhält man ein Gemisch aus Kaliumcarbonat, Rubidiumcarbonat und Caesiumcarbonat.

## Eigenschaften

### Physikalische Eigenschaften
Rubidiumcarbonat ist ein weißer, geruchloser, feuchtigkeitsempfindlicher, luftempfindlicher, hygroskopischer Feststoff. Er kommt in drei Kristallmodifikationen vor, wobei bei Raumtemperatur nur die alpha-Form vorliegt. Die Raumgruppen für die Modifikationen sind P21/c (Nr. 14) mit den Gitterparametern a = 734,4 pm, b = 1011,6 pm, c = 587,26 pm, sowie vier Formeleinheiten pro Elementarzelle, Pnma (Nr. 62) und P63/mmc (Nr. 194). Sie entsprechen damit denen von Kalium- und Caesiumcarbonat.
In 100 g absolutem Ethanol lösen sich 0,74 g Rubidiumcarbonat.
Die Standardbildungsenthalpie von Rubidiumcarbonat beträgt −1150 kJ·mol−1.

### Chemische Eigenschaften
Rubidiumcarbonat dissoziiert oberhalb von 900 °C.
{\displaystyle \mathrm {Rb_{2}CO_{3}\longrightarrow Rb_{2}O+CO_{2}} }
Beim Einleiten von Kohlendioxid in die wässrige Lösung bildet sich Rubidiumhydrogencarbonat.
{\displaystyle \mathrm {Rb_{2}CO_{3}+CO_{2}+H_{2}O\longrightarrow 2\ RbHCO_{3}} }
Beim Erhitzen mit Magnesium im Wasserstoffstrom bildet sich Rubidiumhydrid.
{\displaystyle \mathrm {Rb_{2}CO_{3}+Mg+H_{2}\ {\xrightarrow {\ \Delta \ }}\ 2\ RbH+MgO+CO_{2}\uparrow } }

## Verwendung
Rubidiumcarbonat wird zur Herstellung von Spezialgläsern und als Katalysator zur Herstellung von kurzkettigen Alkoholen aus Erdgas und zur Herstellung anderer Rubidiumverbindungen verwendet.
Rubidiumcarbonat kann zur analytischen Trennung von Rubidium und Caesium verwendet werden, da es in Ethanol kaum löslich ist, Caesiumcarbonat jedoch gut löslich ist.
Gelegentlich findet es in der organischen Synthese als Base Verwendung.